# Dactylispa praegracilis
Dactylispa praegracilis is een keversoort uit de familie bladkevers (Chrysomelidae). De wetenschappelijke naam van de soort werd in 1956 gepubliceerd door Uhmann.